# Hlatikulu
Hlatikulu en is de hoofdplaats van het district Shiselweni in Swaziland.
Hlatikulu telt ongeveer 2700 inwoners. Deze stad is het meest bekend van de 'Hlatikulu Valley'. De stad ligt in het zuiden van het land.